# موستي مابوس
موتسي مابوس (بالإنجليزية: Motsi Mabuse)‏ (من مواليد 11 أبريل 1981) هي راقصة جنوب أفريقية ظهرت في Let's Dance ، النسخة الألمانية من Strictly Come Dancing. ظهرت في الأصل كراقصة محترفة لكنها أصبحت فيما ضمن لجنة الحكم في العرض. في 22 يوليو 2019 ، تم الإعلان عن أن Mabuse سيحل محل Darcey Bussell كقاض في السلسلة 17th من Strictly Come Dancing.

## سيرة شخصية
ولدت مابوس في مانكوي في عام 1981 في ما كانت آنذاك جمهورية بوفوتاتسوانا الاسمية. أصبح مسقط رأسها جزءا من جنوب أفريقيا وانتقلت عائلتها إلى بريتوريا عندما كانت في الخامسة من عمرها. بينما في بريتوريا ولدت أختها Oti (Otile) Mabuse وكلاهما اهتم بالرقص.

## مهنة الرقص
كان من المتوقع أن تصبح Mabuse محامية وتنضم إلى مكتب محاماة الأسرة لكنها أصبحت مفتونة بالرقص أثناء دراستها في جامعة بريتوريا. تعليمها انتقل إلى الرقص في عام 1998 كانت الوصيف في البطولات الوطنية. في العام التالي وجدت شريكها في الرقص والرومانسية ، تيمو كولكزاك في بطولة بريطانيا المفتوحة في بلاكبول. تزوجا في عام 2003 وتنافسوا في مسابقات الرقص الدولية من منزلهم في ألمانيا.
في عام 2013 فازت بمسابقة الرقص اللاتينية الألمانية مع الراقصة الأوكرانية Evgenij Voznyuk. في العام التالي انتهى زواجها من Kulczak ونشرت كتابا عن حياتها في ألمانيا. في عام 2015 كانت مع Voznyuk. أصبحت Motsi Mabuse-Voznyuk في حفل قانوني صغير قبل الاحتفال مع المزيد من الضيوف في مايوركا في عام 2017.

## المهنة كإعلامية

### برنامجLet's Dance
أصبحت Mabuse معروفة على الصعيد الوطني في عام 2007 من خلال الموسم الثاني من عرض الرقص RTL Let's Dance ، حيث رقصت مع Guildo Horn. تم القضاء على الزوجين في العرض الخامس وانتهى في المركز السادس. في عام 2010, رقصت في الموسم الثالث على العرض مع رولف شنايدر وصلت إلى المركز الخامس. في الحلقة الأولى ، تم القضاء على الزوجين بالفعل ، ولكنهما عادا بعد التقاعد الطوعي لآرثر أبراهام. منذ عام 2011 ، جلس مابوس في لجنة التحكيم مع يواكيم لامبي وخورخي غونزاليس.

### المزيد من العروض التلفزيونية والمسرحية
في عام 2016 ظهرت لأول مرة كممثلة في 66th Bad Hersfelder Festspiele في The Crucible من إخراج Dieter Wedel. في نفس العام كانت عضوا في لجنة التحكيم في RTL II plus-size model casting show Curvy Supermodel-Real. جميل متعرج. في عام 2018 أصبحت مقدمة برنامج التصميم الجديد ، الذي يجعلني جميلة على RTLplus.
في عام 2016 ظهرت لأول مرة كممثلة في 66th Bad Hersfelder Festspiele في The Crucible من إخراج Dieter Wedel. في نفس العام كانت عضوا في لجنة التحكيم في RTL II plus-size model casting show Curvy Supermodel-Real. جميل متعرج. في عام 2018 أصبحت مقدمة برنامج التصميم الجديد ، الذي يجعلني جميلة على RTLplus.

### برنامج Strictly Come Dancing
منذ بداية الموسم 17 في 2019 ، كانت مابوز ضمن لجمة الحكن ا من بي بي وكانت أحتها أوتي راقصة محترفة في هذا البرنامج

## فيلموغرافيا
| عام                   | عنوان                                 | وظيفة   | ملاحظات               |
| --------------------- | ------------------------------------- | ------- | --------------------- |
| 2007 ، 2010           | هيا نرقص                              | راقصة   | الموسم الثاني والثالث |
| 2011 إلى الوقت الحاضر | هيا نرقص                              | القاضي  | الموسم الرابع فصاعدًا  |
| 2011                  | داس سوبيرتالينت                       | القاضي  | الموسم الخامس         |
| 2015                  | يخرج                                  | القاضي  |                       |
| 2019 إلى الوقت الحاضر | تأتي بدقة الرقص                       | القاضي  | السلسلة 17 فصاعدًا     |
| 2020                  | أداء كبير - Wer ist der Star im Star؟ | المتحدث |                       |

## روابط خارجية
- باللغة الألمانية
- موستي مابوس في قاعدة بيانات الأفلام على الإنترنت